# Sinothomisus
Sinothomisus là một chi nhện trong họ Thomisidae.

## Các loài
- Sinothomisus hainanus (Song, 1994)
- Sinothomisus liae Tang, Yin, Griswold & Peng, 2006